# Saavedra (Buenos Aires)
Pour les articles homonymes, voir Saavedra.

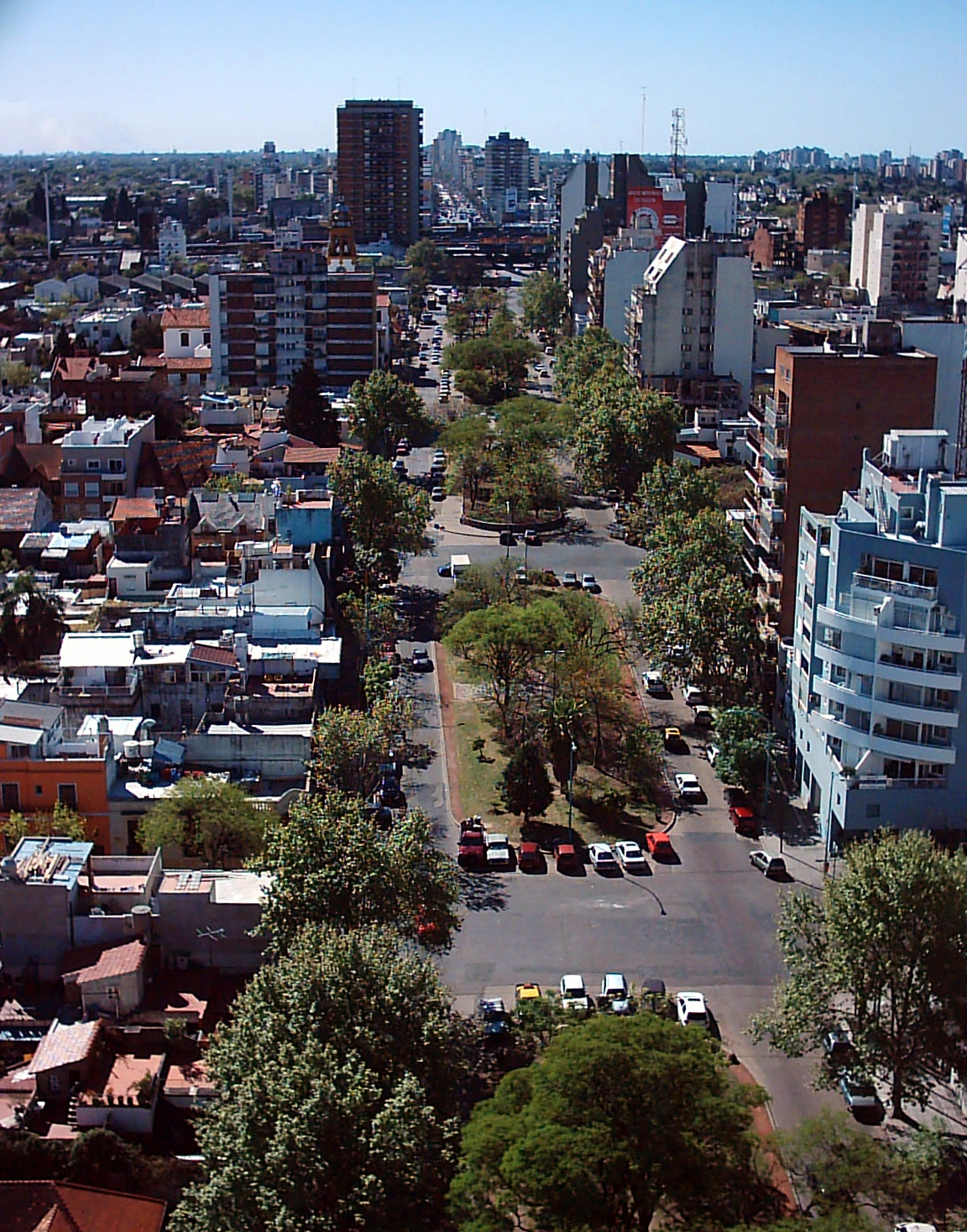
Avenida San Isidro.

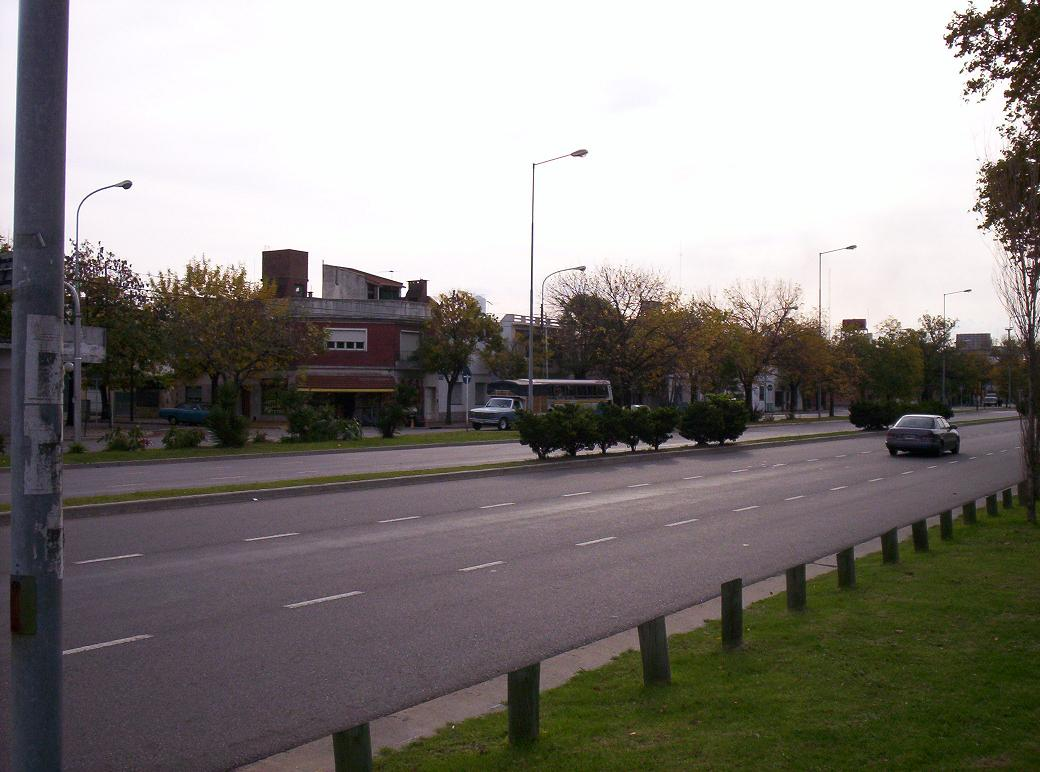
Avenida Roberto Goyeneche (ex Avenida Parque et ex Avenida Donado). C'est une des principales avenues du quartier qui se connecte avec l'Av. General Paz et la route Panaméricaine ou RN 9.

Saavedra est un quartier de la ville de Buenos Aires, capitale de 
l'Argentine. 
Il est situé au nord-ouest de la ville. Il est bordé par les quartiers de Núñez au nord-est, de Coghlan et de Villa Urquiza au sud, et par les localités de Villa Martelli et de Florida au nord (partido de Vicente López de la province de Buenos Aires).
C'est un quartier résidentiel, de classe moyenne, avec des maisons basses et de nombreux espaces verts. Parmi ceux-ci, il faut citer le Parc Saavedra, le Parc General Paz et le Parc Presidente Sarmiento.

## Quelques chiffres
- Population : 51 723 habitants.
- Superficie : 5,9 km2.
- Densité : 8 766 hab./km2.

## Galerie de photos

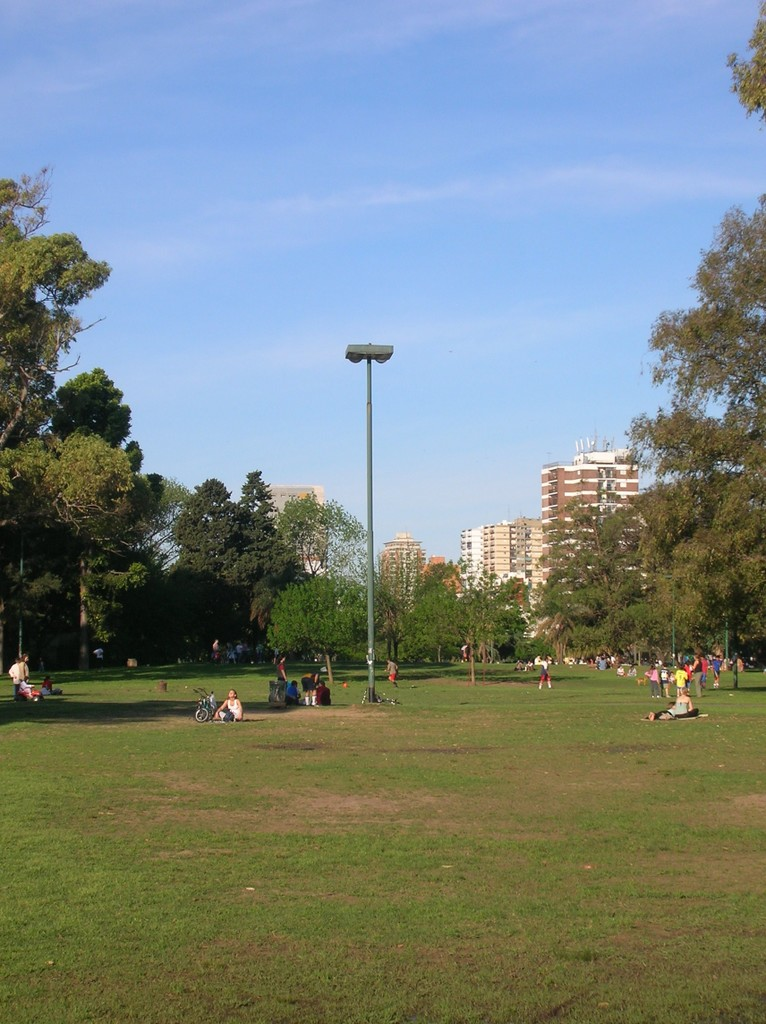
Vue du parc Saavedra.
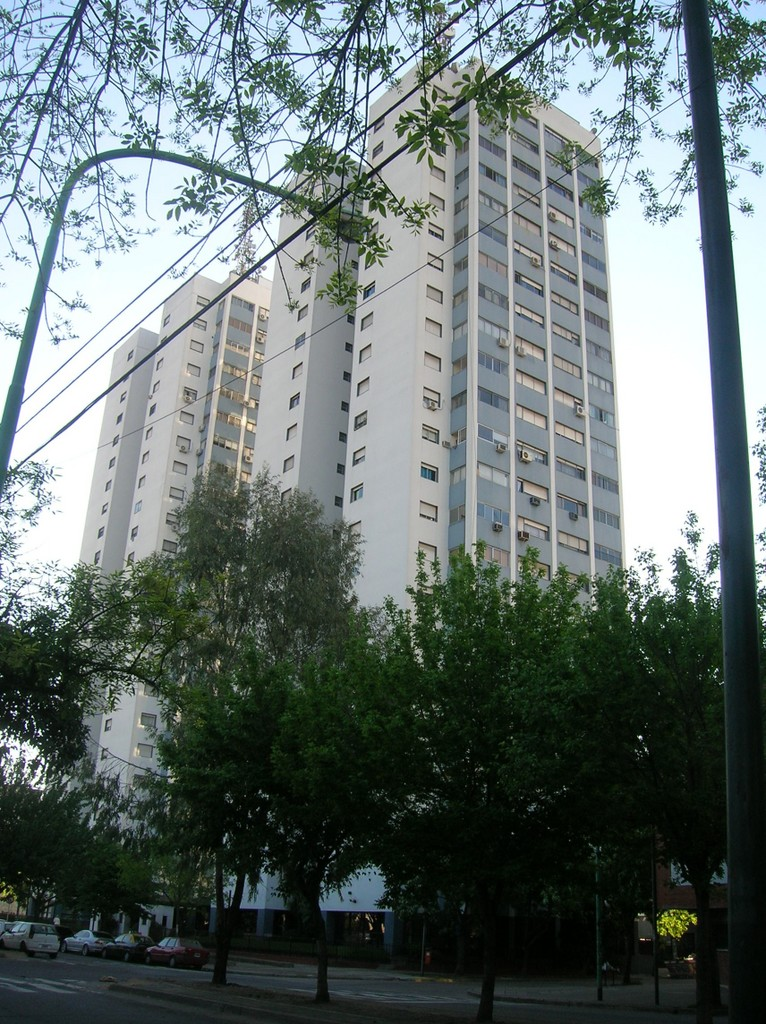
Tours de l'Avenida Ruiz Huidobro.
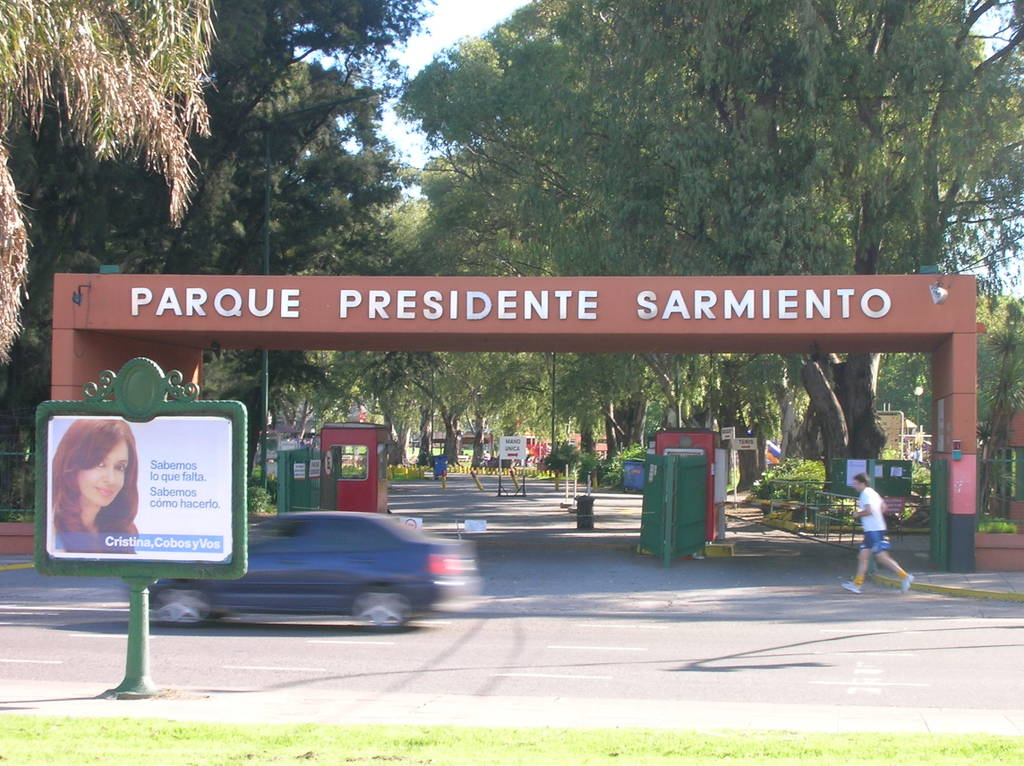
Entrée du parc Presidente Sarmiento.